# Marcel Rømer
Pour les articles homonymes, voir Rømer.
Marcel Rømer, né le 8 août 1991 à Køge au Danemark, est un footballeur danois. Il évolue au poste de milieu relayeur avec le club du KA Akureyri .

## Biographie
Né à Køge au Danemark, Marcel Rømer commence sa carrière professionnelle dans le club local du HB Køge.
Marcel Rømer joue cinq matchs en équipe du Danemark des moins de 19 ans, et trois matchs avec les moins de 20 ans, inscrivant un but.
Il est demi-finaliste de la Coupe du Danemark en 2012 avec le club du HB Køge.
Lors de la saison 2016-2017, il joue six matchs en Ligue Europa avec l'équipe de SønderjyskE.
Le 31 août 2019, Marcel Rømer s'engage en faveur du Lyngby BK pour un contrat courant jusqu'en juin 2023.

## Vie privée
Marcel Rømer est le frère d'André Rømer, lui aussi footballeur professionnel.

## Palmarès
- Champion du Danemark de deuxième division en 2015 avec le Viborg FF